# Amara greenei
Amara greenei är en skalbaggsart som beskrevs av Thomas Casey. Amara greenei ingår i släktet Amara och familjen jordlöpare. Inga underarter finns listade i Catalogue of Life.